# Dendrobium ridleyanum
Dendrobium ridleyanum är en orkidéart som beskrevs av Rudolf Schlechter. Dendrobium ridleyanum ingår i släktet Dendrobium, och familjen orkidéer. Inga underarter finns listade i Catalogue of Life.